# Johnny Wilson (bokser)
Johnny Wilson, właśc. Giovanni Francesco Panica (ur. 23 marca 1893 w Nowym Jorku, zm. 8 grudnia 1985 w Bostonie) – amerykański bokser, zawodowy mistrz świata kategorii średniej.
Pochodził z rodziny włoskich imigrantów, Wychował się w Harlemie. a jednym z jego szkolnych kolegów był późniejszy znany gangster Frank Costello. Wilson w późniejszym czasie utrzymywał stosunki ze środowiskiem gangsterskim, w tym z Alem Capone, co stało się podstawą do podejrzeń, że niektóre jego walki były ustawione.
Rozpoczął karierę boksera zawodowego w 1912. Początkowo walczył z mieszanymi rezultatami, ale stopniowo zdobywał uznanie jako pięściarz. W 1918 przegrał i wygrał z Leo Houckiem. 6 maja 1920 w Bostonie zmierzył się w pojedynku o mistrzostwo świata w wadze średniej z obrońcą tytułu Mikiem O’Dowdem. Zwyciężył po 12 rundach na punkty i został nowym mistrzem w tej kategorii wagowej. Broniąc tytułu stoczył walki no decision z Soldierem Bartfieldem (1 lipca 1920 w Newark) i z Youngiem Fisherem (20 lipca 1920 w Syracuse) oraz znokautował w 5. rundzie Steve’a Choynskiego (2 sierpnia 1920 w Buffalo). Zwyciężył też w walce rewanżowej Mike’a O’Dowda niejednogłośnie na punkty 17 marca 1921 w Madison Square Garden w Nowym Jorku. 5 września 1921 w Jersey City Wilson stoczył w obronie tytułu walkę no decision z Bryanem Downeyem, uznaną zdaniem sprawozdawców prasowych za remisową. W 1922 walczył tylko dwa razy, przy czym obie walki były towarzyskie.
31 sierpnia 1923 Wilson stracił pas mistrza świata, gdy przegrał na punkty w Nowym Jorku z Harrym Grebem. Przegrał z nim również walkę rewanżową 18 stycznia 1924 w Madison Square Garden. 12 lutego tego roku w Bostonie zmierzył się z Tommym Loughranem przegrywając na punkty, a 12 grudnia w Madison Square Garden Tiger Flowers wygrał z nim przez techniczny nokaut w 3. rundzie. W swej trzeciej walce z Grebem, w której tytuł mistrzowski nie był stawką pojedynku, 17 kwietnia 1925 w Bostonie, Wilson nieznacznie przegrał na punkty po zażartej walce. W 1926 stoczył cztery walki, z których dwie wygrał, a w dwóch pokonał go Maxie Rosenbloom. Po drugiej z nich Wilson wycofał się z ringu.
Prowadził później nocne kluby w Nowym Jorku i Bostonie.